# Туманні зірки Великої Ведмедиці
«Туманні зірки Великої Ведмедиці» (італ. Vaghe stelle dell’orsa…) — художній фільм режисера Лукіно Вісконті, володар призу «Золотий лев» Венеційського фестивалю. Італійська прем'єра стрічки відбулася 16 вересня 1965. У назву фільму винесений рядок із вірша Леопарді.

## Сюжет
Після довгих років відсутності італійка Сандра (Клаудія Кардинале) приїжджає у Вольтерру, маленьке містечко в Тоскані, де пройшло її дитинство, щоб побувати на церемонії передачі в дар муніципалітету сімейного саду на згадку про свого батька. Сандра хоче, щоб ці місця побачив її чоловік, американець Ендрю (Майкл Крейг).
Ендрю знайомиться із Джанні (Жан Сорель), братом Сандри, і незабаром розуміє, що між його дружиною і її братом існує таємний інтимний зв'язок. Сандра повинна зробити тяжкий вибір між чоловіком і братом.

## В ролях
| Актор             | Роль                         |
| ----------------- | ---------------------------- |
| Клаудія Кардинале | Сандра                       |
| Жан Сорель        | Джанні                       |
| Майкл Крейг       | Ендрю                        |
| Ренцо Річчі       | Антоніо Джилардіні           |
| Фред Вільямс      | П'єтро Формарі               |
| Амалія Трояні     | Фоска                        |
| Марі Белль        | пані Джилардіні, мати Сандри |